# Riksdagsvalet i Sverige 1976
Riksdagsvalet i Sverige 1976 hölls den 19 september 1976. För första gången sedan semesterregeringen 1936 fick Sverige en helt borgerlig regering. Det var den första majoritetsregeringen sedan 1970 och den första borgerliga majoritetsregeringen sedan den allmänna rösträttens införande.

## Valkampanjen

### Förutsättningar
Regeringen under ledning av Olof Palme hade under mandatperioden 1973–1976, trots dödläget i riksdagen, drivit igenom reformer såsom lagen om en allmän föräldraförsäkring, och lagen om anställningsskydd (LAS). Alla dessa reformer bidrog till att opinionen gick upp raskt för socialdemokraterna, och under åren 1974 och 1975 låg partiet stabilt på 45 procent i Sifos väljarbarometer.
De vilda strejkerna hade återigen ökat till mycket höga nivåer och under det nya rekordåret 1975 skedde 267 stycken. Allmänheten verkade dock ha vant sig vid dessa händelser vid detta laget då socialdemokraternas opinionssiffror inte led märkbart på grund av dem.

### Socialdemokratiska ”affärer” och motgångar
Men just när det gick som bäst för socialdemokraterna, började olika affärer, skandaler och motgångar dyka upp:
- På hösten 1975 stoppades fem finska socialdemokrater av tullen på Arlanda. I deras bagage hittades 244 800 kronor. Pengarna var en gåva från tyska fackförbundet Metall till Finlands socialdemokratiska parti som förmedlades av den socialdemokratiske partikassören Nils-Gösta Damberg.[källa behövs]
- Transportarbetarförbundets ordförande Hans Ericson semestrade nyåret 1975–1976 på Kanarieöarna, trots att fackföreningsrörelsen hade uppmanat till bojkott av det Francostyrda Spanien. Till råga på allt bodde Ericson på en anläggning ägd av Svenska Arbetsgivareföreningen.[källa behövs]
- Ingmar Bergman greps på sin arbetsplats (Dramaten) i januari av polisen, misstänkt för skattebrott. Detta ledde till att Bergman lämnade Sverige på våren 1976.
- Astrid Lindgren publicerade ett inlägg i Expressen den 10 mars 1976, om höga marginalskatter, Pomperipossa i Monismanien
- I mitten av 1976 antog LO:s kongress Rudolf Meidners förslag till löntagarfonder. Detta mycket kontroversiella förslag skulle komma att bli flitigt använd som argument av de borgerliga partierna för att hävda att socialdemokraterna ville införa socialism med tvång i Sverige.

### Blockens huvudlinjer: sociala klyftor och socialisering
Socialdemokraterna drev i valkampanjen främst linjen att borgerlig politik skulle missgynna folkflertalet, både ekonomiskt och vad gäller inflytande i arbetslivet. När de två ideologiskt profilerade partiledarna Palme och Bohman möttes i en valduell i Folkets hus i Stockholm den 22 april menade Palme att ”[m]oderaternas skatteförslag innebär att vi skulle öka de sociala klyftorna i det svenska samhället. Bohmans program är ett program för ojämlikhet och otrygghet”. 
Bohman kontrade med att ”[d]et som hänt inom socialdemokratin under de senaste åren [...] ger en skrämmande framtidsbild av ett genomsocialiserat land”. Frågan om socialdemokratins påstådda inriktning mot socialism var en av de viktigaste för de borgerliga. Socialiseringsfrågans betydelse för de borgerliga partierna framgick av valrörelsens slutdebatt: Alla tre borgerliga partiledare inledde sina inledningsanföranden i debatten med att hävda att Sverige hotades av socialisering under socialdemokratiskt styre.

### Kärnkraftsfrågan
Viktigare för regeringsskiftet än affärer och socialiseringsdebatt  kan dock kärnkraftsfrågan ha varit. Det stod visserligen redan tidigt klart att det fanns en stor skillnad i synen på kärnkraften mellan å ena sidan centerpartiet och å den andra folkpartiet och moderaterna. Den 28 april gjorde centerledaren Thorbjörn Fälldin klart att han inte tänkte sätta sig i en regering som laddade kärnkraftverket Barsebäck 2. De andra borgerliga partiledarna Per Ahlmark (fp) och Gösta Bohman (m) hade dock gjort klart att de ville ladda Barsebäck 2 även om de tonade ner det under valrörelsen. Olof Palme påtalade denna borgerliga splittring – borgerlig splittring och brist på gemensamt handlingsprogram var ett av Palmes huvudteman i valrörelsen – men skillnaderna i de borgerliga partiernas kärnkraftspolitik avgjorde inte valet.
Valkampanjen tog ny fart i augusti när Fälldin den 25 augusti presenterade en plan för att stänga de svenska kärnkraftverken fram till 1985. Vid en direktsänd presskonferens förklarade Fälldin att "Kärnkraften ska vara avvecklad senast 1985". Detta ledde till att kärnkraftsfrågan blev den helt dominerande i valrörelsen under september. Mycket tyder på att frågan om den kontroversiella kärnkraften, och främst socialdemokraternas stöd av kärnkraft, var vad som ledde till att socialdemokraterna förlorade riksdagsvalet trots deras övertag i opinionen.
Sifo ställde en direkt fråga till potentiella väljare inför valet; "Om Ni jämför Thorbjörn Fälldin och Olof Palme, vem tycker Ni vore bäst som statsminister?". Svaren visade att gapet mellan Palme och utmanaren ökat och att Palme ledde stort inför valet 1976. Sifo frågade i denna valrörelse liksom tidigare om hur goda idéer partierna fört fram. Andelen väljare som svarade att socialdemokraterna fört fram "mycket goda" eller "ganska goda" idéer i valrörelsen 1976 var högre än i valrörelsen 1973. Andelen var också högre än för något annat parti detta val. Socialdemokraterna hade alltså 1976 i väljarnas ögon fört fram bättre idéer än de borgerliga oppositionspartierna och hade den bättre statsministerkandidaten. Ändå förlorade Socialdemokraterna valet, vilket verkar styrka argumentet att den slutgiltiga frågan som sänkte partiet var kärnkraftens framtid i Sverige.

### Valaffischer och paroller
Partiernas valaffischer och paroller:
- Rösta på Gösta – moderata samlingspartiet
- Sociala reformer utan socialism – folkpartiet
- Kvinnor, gör politik av era erfarenheter! – vänsterpartiet kommunisterna
- Jämlikhet, Bättre miljö, Decentralisering – centerpartiet
- 100 kr i månaden i hemmalön – kristen demokratisk samling

## Valresultat
|                      |                                 |                      |                     |        |        |                  |                  |                  |
| Parti                | Parti                           | Partiledare          | Röster              | Röster | Röster | Mandatfördelning | Mandatfördelning | Mandatfördelning |
| Parti                | Parti                           | Partiledare          | Antal               | %      | +− %   | Antal            | +−               | %                |
|                      | Socialdemokraterna              | Olof Palme           | 2 324 603           | 42,75  | −0,81  | 152              | −4               | 43,55            |
|                      | Centerpartiet                   | Thorbjörn Fälldin    | 1 309 669           | 24,08  | −1,02  | 86               | −4               | 24,64            |
|                      | Moderata samlingspartiet        | Gösta Bohman         | 847 672             | 15,59  | +1,30  | 55               | +4               | 15,76            |
|                      | Folkpartiet                     | Per Ahlmark          | 601 556             | 11,06  | +1,64  | 39               | +5               | 11,17            |
|                      | Vänsterpartiet kommunisterna    | Lars Werner          | 258 432             | 4,75   | −0,58  | 17               | −2               | 4,87             |
|                      | Kristen demokratisk samling     | Alf Svensson         | 73 844              | 1,36   | −0,39  | —                | —                | —                |
|                      | Sveriges kommunistiska parti1   | Roland Pettersson    | 17 309              | 0,32   | +0,16  | —                | —                | —                |
|                      | Övriga partier                  | —                    | 4 663               | 0,09   | —      | —                | —                | —                |
|                      | Borgerliga blocket (M + FP + C) | –                    | 2 758 897           | 50,74  | +2,0   | 180              | +5               | 51,58            |
|                      | Socialistiska blocket (S + VPK) | –                    | 2 583 035           | 47,50  | −1,4   | 169              | -6               | 48,42            |
| Antal giltiga röster | Antal giltiga röster            | Antal giltiga röster | 5 437 748           | 100,00 |        | 349              | −1               |                  |
| Ogiltiga röster      | Ogiltiga röster                 | Ogiltiga röster      | 19 295              |        |        |                  |                  |                  |
| Totalt               | Totalt                          | Totalt               | 5 457 043 (91,76 %) |        |        |                  |                  |                  |

Det socialistiska blocket (S och VPK) fick sammanlagt 47,5 procent medan det borgerliga blocket (C, FP och M) fick sammanlagt 50,8 procent av rösterna.
Det borgerliga blocket vann alltså valet med en marginal på 3,3 procentenheter.
Antalet röstberättigade var 5 947 077 personer och antalet röstande var 5 457 043 personer. Valdeltagandet uppgick till 91,76 procent, det högsta valdeltagandet någonsin i ett allmänt val i Sverige.
1 Enligt SCB fick SKP och "övriga partier" sammanlagt 21 972 röster. Det är oklart vilka partier utöver de ovan uppräknade som ställde upp i riksdagsvalet.

## Nyinvalda framtidsnamn
Bland de nyinvalda riksdagsledamöterna fanns det ett antal sedermera kända politiker som tog plats i kammaren för första gången; Daniel Tarschys, Oswald Söderquist, Jörgen Ullenhag, Per Unckel, Hans Gustafsson, Bo Lundgren, Per Gahrton, Joakim Ollén, Bengt Silfverstrand, Sven Eric Lorentzon, Rolf Hagel, Eva Winther, Karl Erik Olsson och Börje Hörnlund.

## Regeringsbildning
De tre borgerliga partierna fick 180 mandat medan de två vänsterpartierna fick 169 mandat tillsammans. Dagen efter valet begärde statsminister Olof Palme (s) skriftligen sitt entledigande. Talmannen, Henry Allard (s), entledigade statsministern och övriga statsråd, varefter han omedelbart inledde samråd med partiledarna i statsministerfrågan.
Olof Palme och Lars Werner (vpk) uttalade att valresultatet gav underlag för en borgerlig regering och att det därför borde ankomma på företrädarna för dessa partier att föreslå ny statsminister. Gösta Bohman (m) och Per Ahlmark (fp) förordade att talmannen skulle föreslå riksdagen att utse Thorbjörn Fälldin (c) till ny statsminister. Denne förklarade sig beredd att acceptera statsministerposten. De vice talmännen anslöt sig till rekommendationen att utse Thorbjörn Fälldin till statsminister. 
Den 7 oktober föreslog talmannen att riksdagen skulle utse Fälldin till statsminister. Den följande omröstningen följde helt partilinjerna och gav till resultat att 174 ledamöter (c, m och fp) röstade för talmannens förslag medan 160 ledamöter (s och vpk) röstade emot det. Riksdagen hade således godkänt talmannens förslag och utsett  Fälldin till statsminister.
Efter valet bildades den första borgerliga regeringen sedan 1936, Regeringen Fälldin I. Kärnkraftsfrågan löstes tills vidare genom att den nya regeringen tillät att Barsebäck 2 laddades men att kärnkraften därefter skulle regleras av villkorslagen som förbereddes av energiminister Olof Johansson (c). I uppgörelsen mellan de borgerliga partierna ingick också att kärnkraftens framtid skulle avgöras i en folkomröstning om regeringen inte kunde enas om tolkningen av villkorslagen. Beslutet att ladda Barsebäck 2 gav upphov till den så kallade svekdebatten som drevs fram av Olof Palme och vars innehåll var det svek som Palme ansåg att Thorbjörn Fälldin begått mot sitt vallöfte att inte sätta sig i en regering som laddar ett kärnkraftverk.